# Drenovac (Stanovo)
Pour les articles homonymes, voir Drenovac.
Drenovac (en serbe cyrillique : Дреновац) est un village de Serbie situé dans la municipalité de Stanovo (Kragujevac), district de Šumadija. Au recensement de 2011, il comptait 319 habitants.

## Démographie
| 1948 | 1953 | 1961 | 1971 | 1981 | 1991 | 2002 | 2011 |
| ---- | ---- | ---- | ---- | ---- | ---- | ---- | ---- |
| 412  | 419  | 404  | 379  | 357  | 366  | 356  | 319  |

|  |